# Budynek sali koncertowej Łódzkiego Męskiego Towarzystwa Śpiewaczego
Budynek sali koncertowej Łódzkiego Męskiego Towarzystwa Śpiewaczego – budynek sali koncertowej, powstały w 1910 r. przy ul. Piotrkowskiej 243 w Łodzi, dostępny od strony alei PCK.
Sala mieści 375 miejsc.

## Historia
Obiekt zaprojektował architekt Johannes Wende, a wybudowała jego firma „Wende i Klause” w latach 1909–1910 na potrzeby Łódzkiego Męskiego Towarzystwa Śpiewaczego (niem. Lodzer Männer Gesang Verein), mieszczącego się pod tym samym adresem, w kamienicy Gottlieba Beera. Inwestycja została zrealizowana z dotacji właścicieli niemieckich fabryk. W latach 20. XX w. sala należała do łódzkiego oddziału YMCA, która udostępniła budynek zespołowi Teatru Miejskiego, który po pożarze dotychczasowej siedziby przy ul. Narutowicza 18 (wówczas ul. Dzielna 18) szukał nowej siedziby. Po II wojnie światowej w gmachu odbywały się spektakle Teatru Muzycznego „Lutnia” - pierwsze powojenne przedstawienie odbyło się 3 marca 1946 roku (wystawiono Króla włóczęgów Rudolfa Frimla). Lutnia zajmowała budynek do 1964 r., kiedy to przeniosła się do Teatru Muzycznego przy ul. Północnej 47/51. W późniejszym okresie w obiekcie sali koncertowej funkcjonowało kino, natomiast w latach 80. XX w. przez krótki okres odbywały się koncerty Filharmonii Łódzkiej. W XXI w. obiekt zajmował Teatr Rozrywkowy „Lutnia”, a także Wyższa Szkoła Pedagogiczna. Od 2016 r. salę koncertową zajmuje Teatr D.O.M. Gmach sali koncertowej jest zarówno miejscem przedstawień teatralnych, a także odbywania się koncertów, spotkań i warsztatów.